# El Marsa (Chlef)
Pour les articles homonymes, voir El Marsa.
El Marsa est une commune de la wilaya de Chlef en Algérie, située à l'ouest de Ténés sur la route littorale menant à Mostaganem, au pied de la Dahra.

## Géographie

### Situation
El marsa est une ville située à 45 km à l'ouest de Ténes, et se trouve à 22 km à l'ouest de Sidi Abderahmane (Pointe Rouge).
À 9 km à l'ouest d'El marsa se trouve El guelta.

### Routes
La commune d'El Marsa est desservie par plusieurs routes nationales:
- Route nationale 11: RN11 (Route d'Oran).

## Histoire
Le livre ancien place le site archéologique “Arsonaria” à une distance de 3km de la mer. Le site à l’époque de Pomponius Mêla était 
une forteresse dans le but de se protéger des révoltes des tribus montagnardes voisines de la région. elle se transforma en une ville jouissant de tous ses droits et fut appelée par l’historien Pline Le nom d’Arsonaria Enfin mentionnée par Ptolémée comme une colonie romaine – comment il fut indiqué qu’elle fut la résidence de moines chrétiens en (Siècle IV siècle après JC) ; Le moine Philon est considéré comme le seul à connaître Arsonaria, car son nom est enregistré sous le numéro 95 dans la sombre confession des moines exilés en  mauritanie caésariénne 484 après JC par le roi Hunéric pour sa haine de la religion.

## Démographie
| 1975 | 1990 | 2008   |
| ---- | ---- | ------ |
| .    | .    | 10 807 |

## Économie

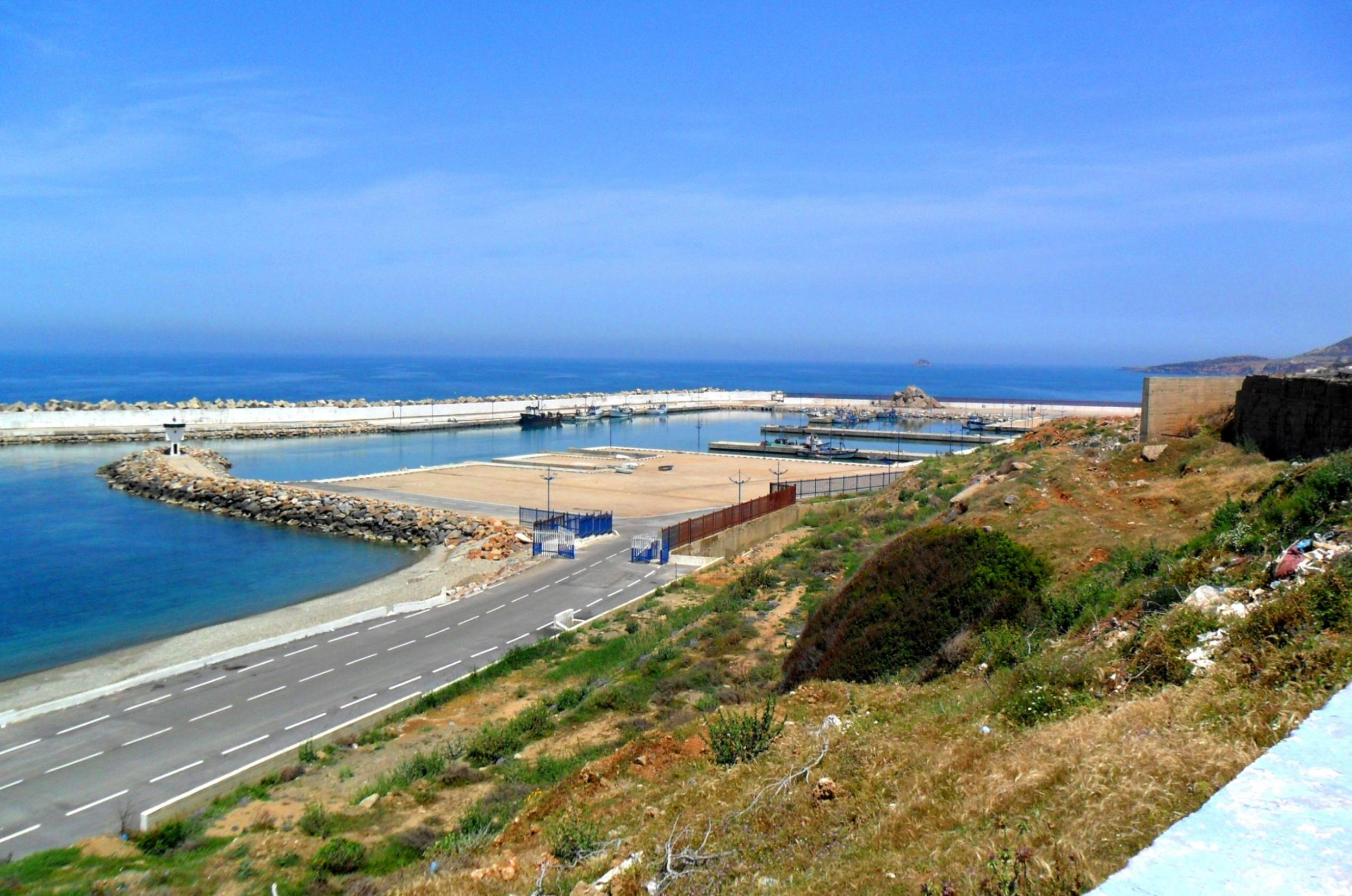
Port d'El Marsa

### La pêche maritime
Considérant que la commune donne sur une bande côtière, elle surplombe un port destiné à la pêche, où de nombreux résidents pratiquent la pêche maritime, ce qui contribue à l'économie de leur commune.

### Tourisme
- L'îlot de Colombi, appelé aussi Hadjrat Nadji, et aussi El guellie par les habitants de El Marsa[réf. souhaitée]. En plus des nombreuses plages surveillées[4],[5]

1. plage El Marsa Ouest ;
2. plage El Marsa Est ;
3. plage Oued El Aris ;
4. plage El Guettar ;
5. plage Ain Hammadi

## Patrimoine
La municipalité comprend de nombreux sites patrimoniaux qui attirent de nombreux visiteurs et touristes à les découvrir, dont les plus importants sont :

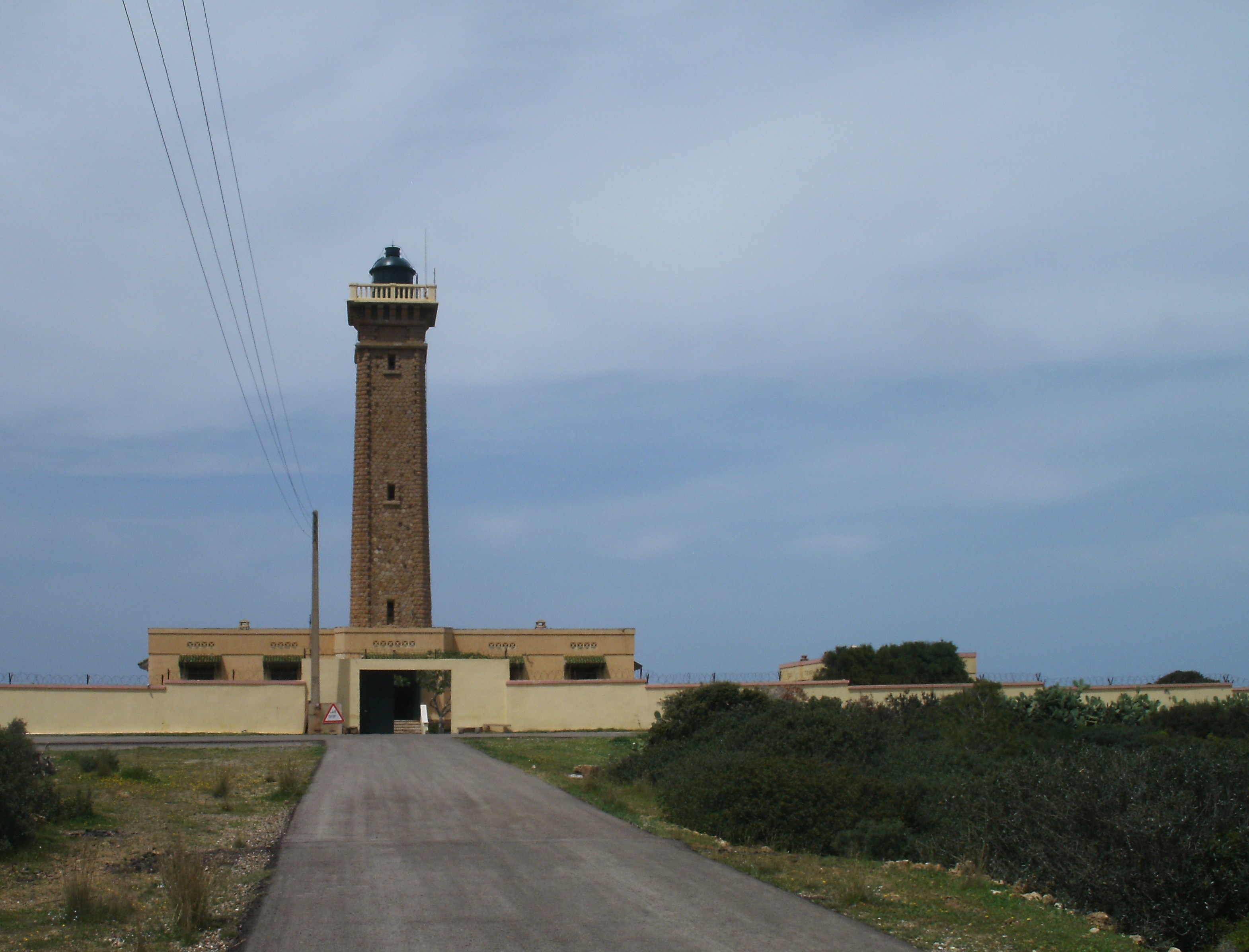
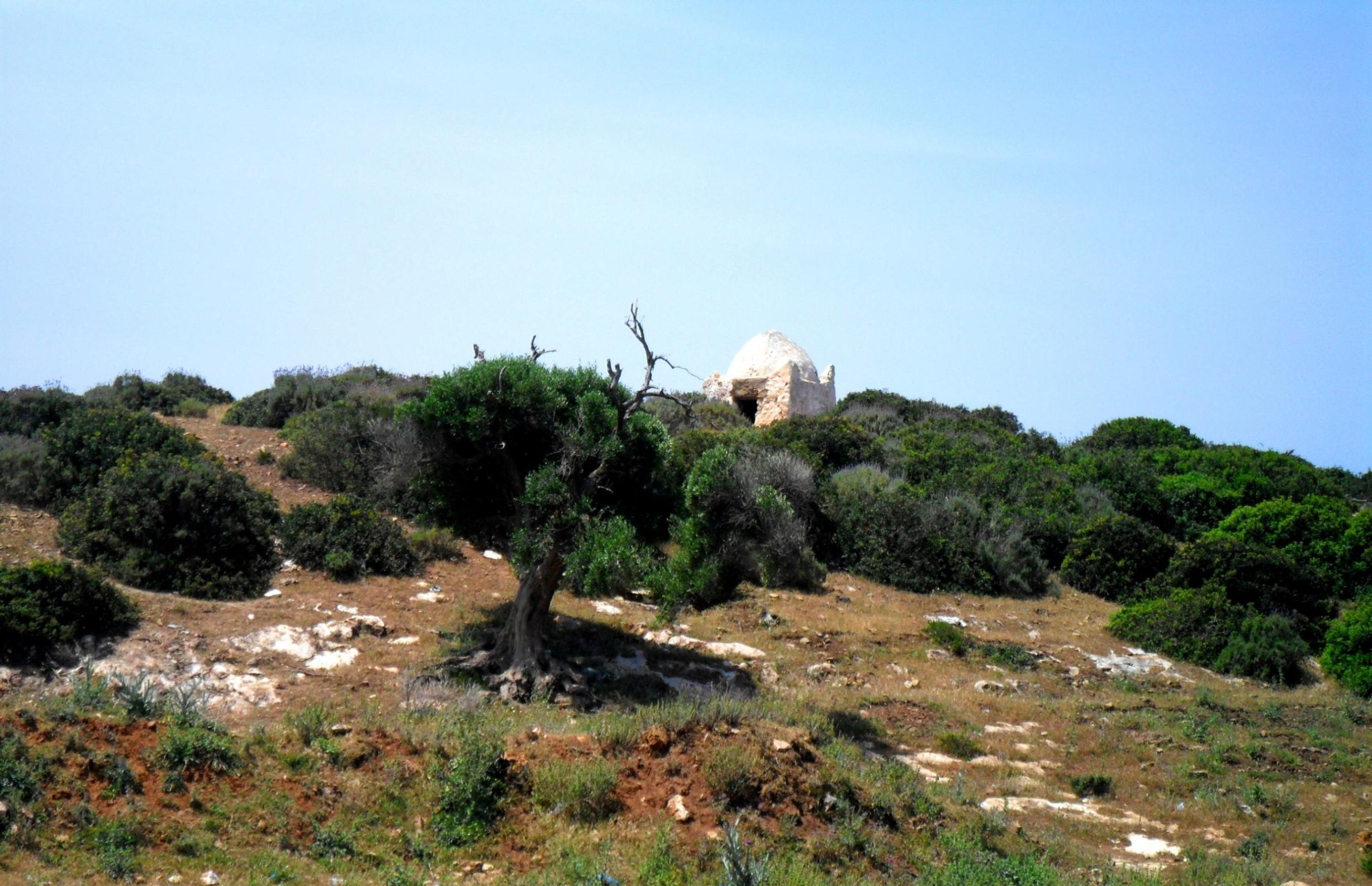
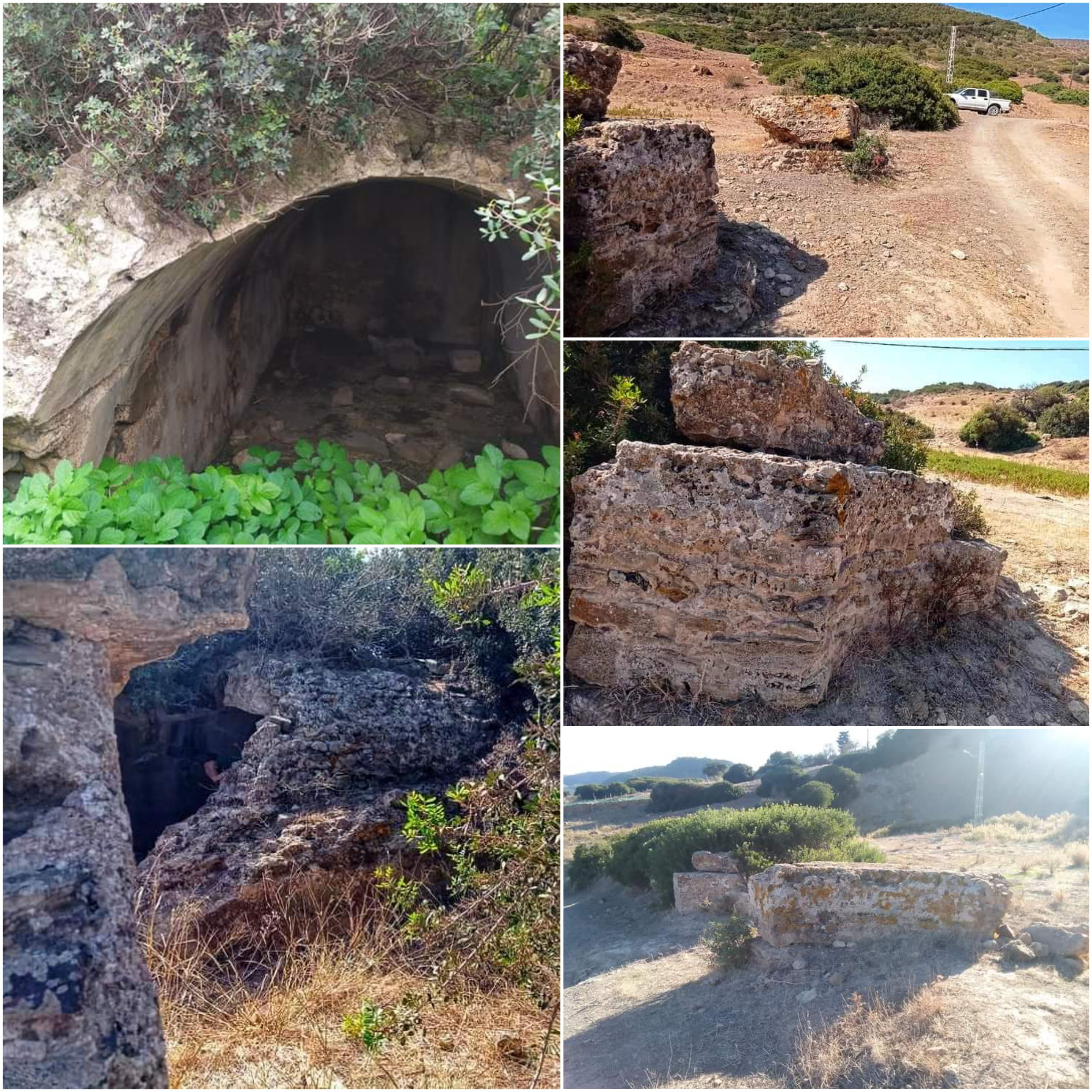

1. Site archéologique Arsenaria
2. Phare de Colombi
3. Mausolée Sidi Bouras

## Gallérie

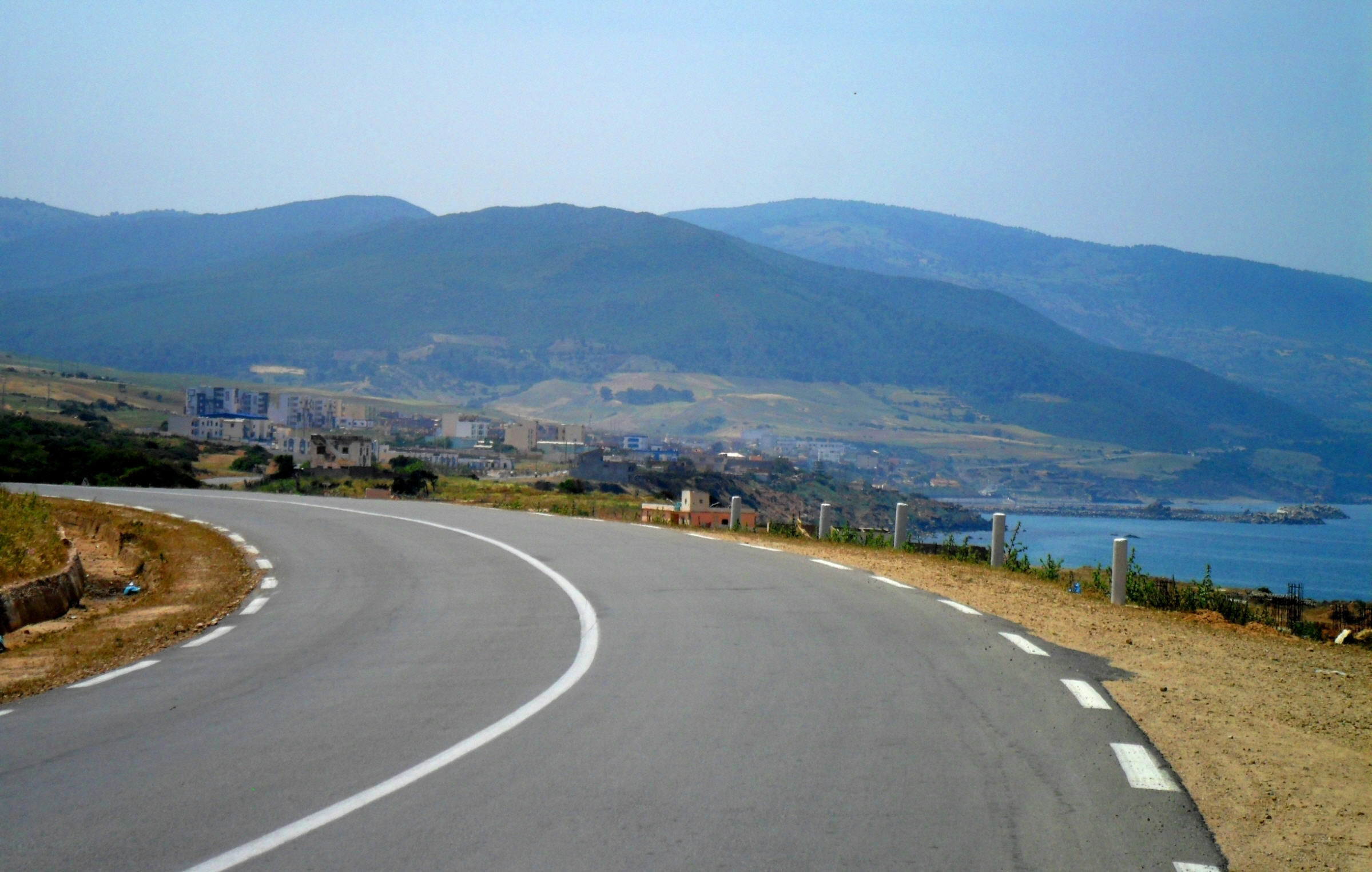
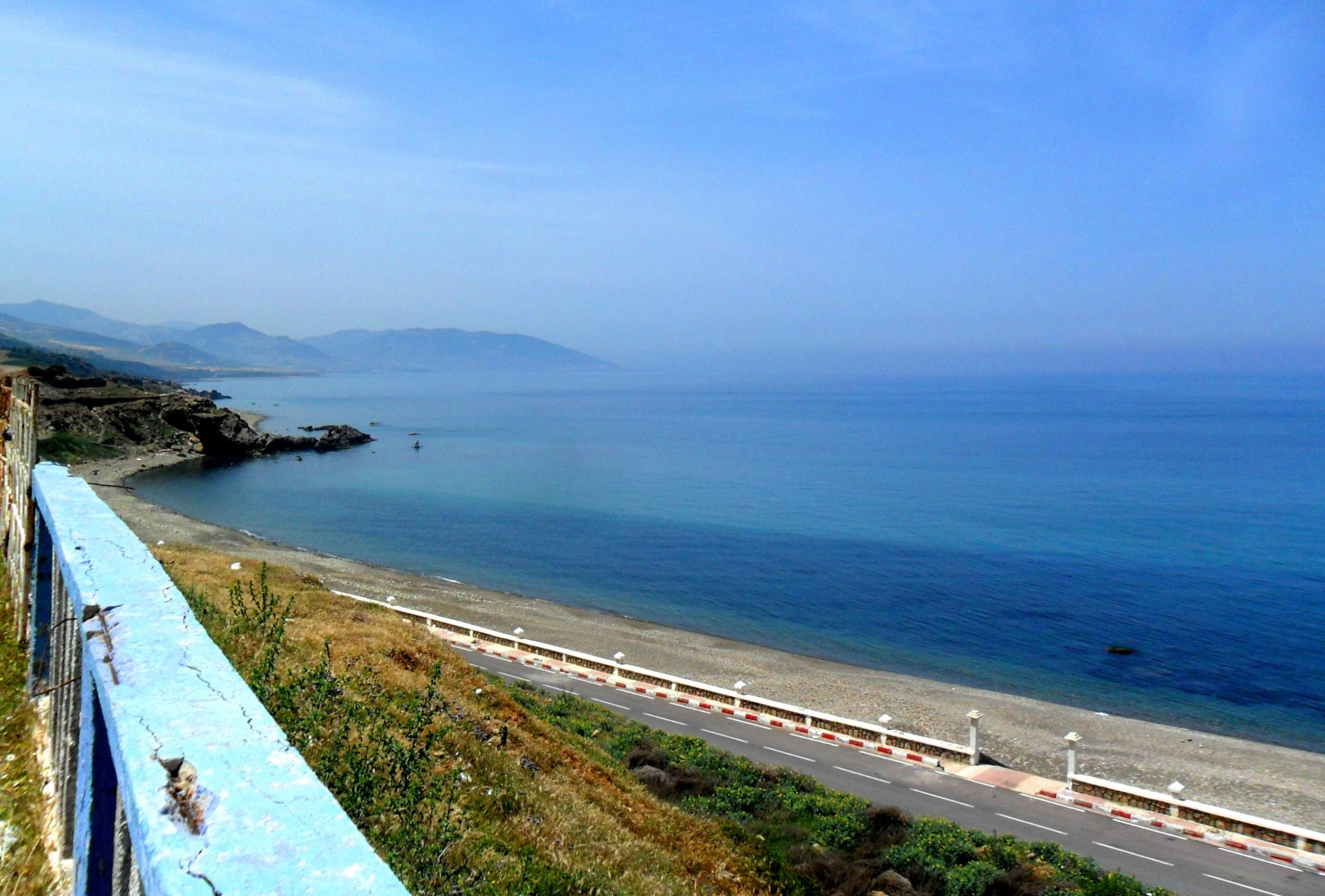
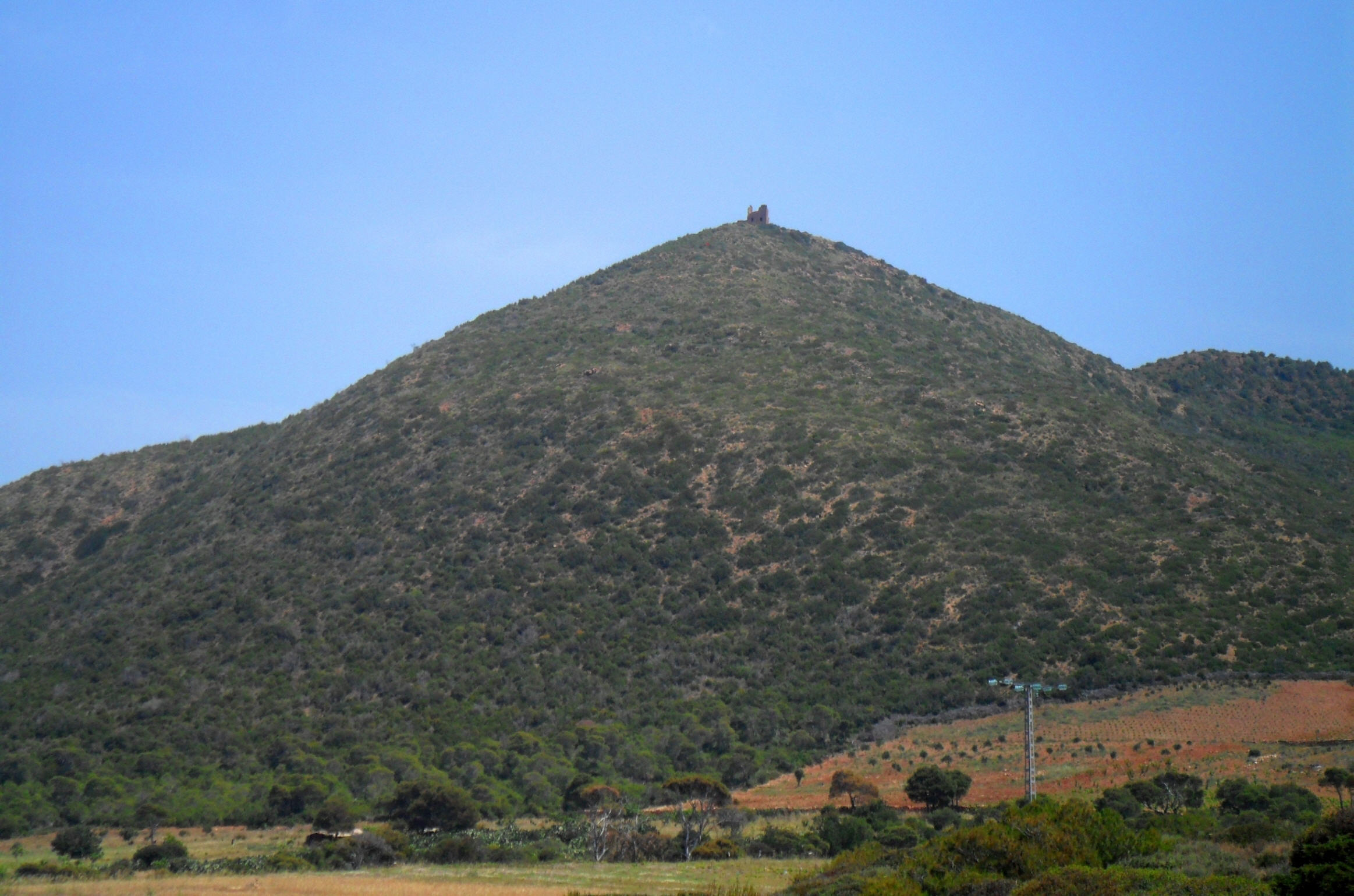
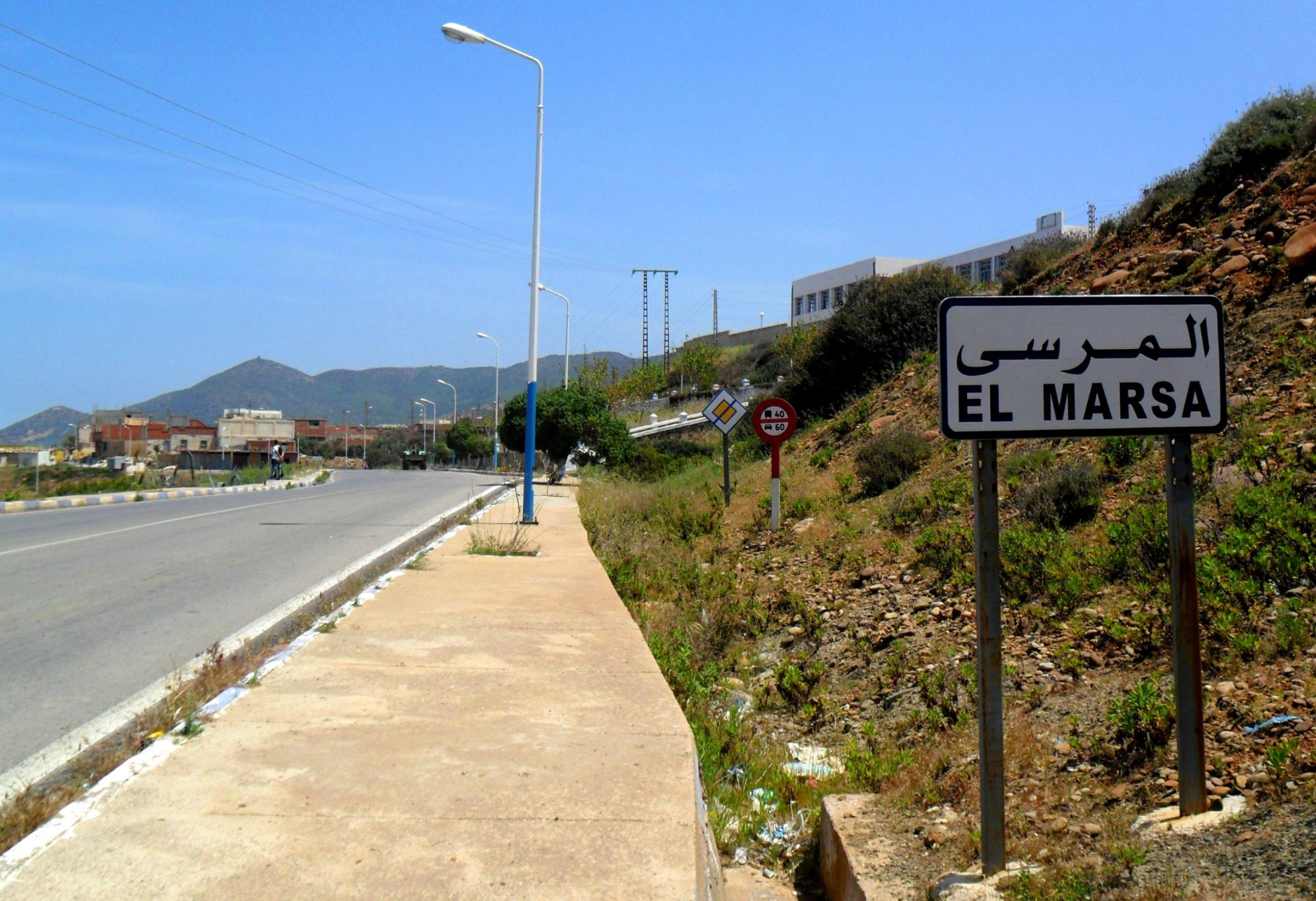

## Pour approfondir

## Sources, notes et références
1. ↑  « Wilaya de Chlef : répartition de la population résidente des ménages ordinaires et collectifs, selon la commune de résidence et la dispersion ». Données du recensement général de la population et de l'habitat de 2008 sur le site de l'ONS.
2. ↑  « Arsunaria | Direction Du Tourisme Et De L'Artisanat Chlef », 25 décembre 2021 (consulté le 9 juin 2025)
3. ↑  (en) « Chlef : El Marsa va devenir un important port de pêche », sur El watan (consulté le 9 juin 2025)
4. ↑  « Plage El Guettar El Marsa | Direction Du Tourisme Et De L'Artisanat Chlef », 16 juin 2022 (consulté le 9 juin 2025)
5. ↑  « Plage Ain Hamadi El Marsa | Direction Du Tourisme Et De L'Artisanat Chlef », 16 juin 2022 (consulté le 9 juin 2025)